# Werner Emser
Werner Emser (11 d'octubre de 1920 - abans de 2004) va ser un futbolista alemany que va jugar com a davanter al Borussia Neunkirchen, al FV Speyer i a la selecció del Sarre.